# Tracoccia
Tracoccia è una frazione di 207 abitanti di Valdina, comune italiano della città metropolitana di Messina in Sicilia.
Adagiata su un colle a metà strada tra Valdina, capoluogo comunale, e la frazione marinara di Fondachello, ospita la chiesa della Madonna dell'Acqua Santa, meta di fedeli e pellegrini.

## Monumenti e luoghi d'interesse

### Architetture religiose
- Chiesa della Madonna delle Grazie, costruita nel 1972.
- Chiesa della Madonna dell'Acqua Santa, probabilmente del XVI secolo.